# River Levern
Der River Levern, auch Levern Water, ist ein Fluss in Schottland.

## Beschreibung
Er fließt am Nordwestufer des Sees Long Loch in der Council Area East Renfrewshire ab. Bereits nach 400 m mündet er in den westlich gelegenen See Harelaw Dam. Bei diesem 41 Hektar bedeckende See handelt es sich um einen Stausee, der 1844 eingerichtet wurde. In dem flachen See werden Forellen gezüchtet. Aus diesem fließt der Levern in westlicher Richtung ab und erreicht nach etwa einen Kilometer mit dem Commore Dam den zweiten Stausee auf seinem Lauf. Der Fluss fließt am Nordufer ab und schlägt für mehrere Kilometer eine nordnordöstliche Richtung ein. Er passiert Neilston im Westen und wird unter der A736 hindurchgeführt. Bei Neilston nimmt der Levern mit dem Killoch Water einen seiner größten Zuflüsse auf. Weitere zwei Kilometer nordöstlich erreicht der Levern die Stadt Barrhead, welche er durchfließt. Jenseits von Barrhead bildet der Levern einen Teil der Grenze zwischen den Unitary Authoritys East Renfrewshire und Glasgow. Er erreicht schließlich die südlichen Glasgower Stadtteile und mündet nach vier weiteren Kilometern im Stadtteil Crookston in das White Cart Water, das sich später mit dem Black Cart Water vereint und in den Clyde mündet.

## Bauwerke entlang des Levern

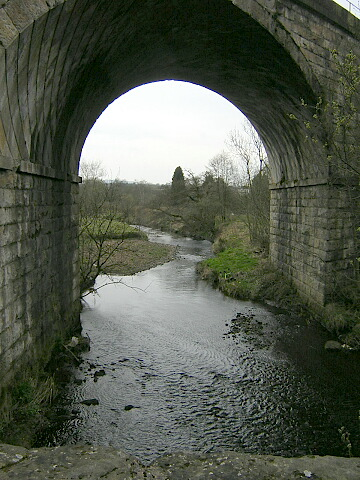
Salterland Viaduct

Bei Neilston trieb der Levern einst die Crofthead Mill an. Die auf das Jahr 1792 zurückgehende Baumwollspinnerei nutzte den Levern zum Antrieb ihrer Maschinen. Heute ist sie als Denkmal in den schottischen Denkmallisten in die Kategorie B eingeordnet. Jenseits von Barrhead queren zwei denkmalgeschützte Brücken den Levern. Mit dem Salterland Viaduct überspannt seit 1847 ein dreibogiger Eisenbahnviadukt den Levern. Früher befuhren Züge der Glasgow, Barrhead and Neilston Direct Railway die Strecke, heute wird sie auf der Glasgow South Western Line der First ScotRail genutzt. Direkt daneben befindet sich die ebenfalls aus dem 18. Jahrhundert stammende Salterland Bridge, die eine einspurige Straße über den Levern führt. Sie ist als Denkmal in die Kategorie C einsortiert.